# Bruno Le Maire
Bruno Le Maire (Neuilly-sur-Seine, 15 aprile 1969) è un politico e scrittore francese che ha svolto la funzione di ministro dell'economia e delle finanze dal 2017 al 2024, nei governi guidati da Édouard Philippe, Jean Castex, Élisabeth Borne e Gabriel Attal.
In precedenza è stato Segretario di Stato per gli affari europei dal 2008 al 2009 e Ministro dell'alimentazione, dell'agricoltura e della pesca dal 2009 al 2012.

## Biografia
Nato il 15 aprile 1969 a Neuilly-sur-Seine, è figlio di Maurice Le Maire, dirigente presso l'azienda petrolifera Total, e Viviane Fradin de Belâbre, direttrice di scuole cattoliche private, tra cui il Liceo Saint-Louis-de-Gonzague, in cui Bruno Le Marie studia conseguendovi il Baccalauréat.
Le Maire inizia a frequentare l'École normale supérieure nel 1989 dove studia letteratura francese. Si laurea in Scienze Politiche nel 1995 e nel 1996 è ammesso all'École nationale d'administration (ENA).
Nel 1998, quando lascia l'ENA, Bruno Le Maire va al Ministero degli Affari Esteri (Direzione Affari Strategici, Sicurezza e Disarmo) unendosi poi allo staff del Segretario Generale della Presidenza della Repubblica di Jacques Chirac, Dominique de Villepin.  Lo segue al Ministero degli Esteri nel 2002 e al Ministero degli Interni nel 2004, quindi a Matignon nel maggio 2005, dove diventa il consigliere politico del primo ministro. Nel luglio 2006 è nominato Capo dello staff del Primo Ministro, in sostituzione di Pierre Mongin, occupando quell'incarico fino alla partenza di Dominique de Villepin nel 2007. 
Nell'agosto 2012 Le Maire si candida alla presidenza dell'Unione per un movimento popolare, in competizione con l'ex primo ministro François Fillon, il segretario generale Jean-François Copé e l'ex ministro dell'ecologia Nathalie Kosciusko-Morizet. Sviluppa una linea riformista ma senza successo, non ottiene gli appoggi necessari.  Nel novembre 2014, alle elezioni per la presidenza dei Repubblicani (ex UMP), ottiene il 29,8% dei voti contro Nicolas Sarkozy. 
Nelle primarie del centrodestra del 2016 Le Maire ottiene un risultato scarso con il 2,4% dopo che i sondaggi lo indicavano come un serio sfidante attribuendogli il terzo posto tra i vari candidati. Diventa il portavoce degli affari internazionali di François Fillon, candidato del LR, ma si dimette quando Fillon fu coinvolto in uno scandalo finanziario durante la sua campagna elettorale. Da allora Le Maire ha preso le distanze dal suo partito, chiedendo il diritto di lavorare in modo costruttivo con Macron per assicurare che i cinque anni di presidenza del presidente abbiano successo e impediscano al Fronte nazionale di estrema destra di crescere elettoralmente. Il 17 maggio 2017 il segretario generale dei repubblicani, Bernard Accoyer, ha dichiarato che chiunque componente del partito fosse membro del governo, non sarebbe stato più considerato tale, incluso Le Maire.
Nel maggio 2017 Le Maire è nominato dal presidente Emmanuel Macron ministro dell'economia nel primo governo di Philippe.  In questa veste, è sostenuto dal ministro del bilancio Gerald Darmanin.  Poco dopo la nomina, Le Maire diventa membro di La République En Marche!  in seguito all'esclusione dal partito repubblicano. Le Maire è in grado di vincere la rielezione nella sua circoscrizione dopo aver battuto la candidata del Fronte Nazionale, Fabienne Delacour,  ed è nominato ministro dell'economia e delle finanze nel secondo governo di Philippe il 19 giugno 2017. 
Nel novembre 2017 Le Maire avrebbe esplorato le sue opzioni per succedere a Jeroen Dijsselbloem come prossimo presidente dell'Eurogruppo, ruolo in seguito dato al portoghese Mário Centeno.

## Vita privata
Bruno Le Maire è sposato con la pittrice Pauline Doussau de Bazignan, hanno quattro figli. Sua moglie è stata impiegata come assistente parlamentare dal 2007 al 2013.
Parla francese, inglese e tedesco.

## Pubblicazioni
- Bruno Le Maire, Musica assoluta, prova d'orchestra con Carlos Kleiber, De Ferrari, Genova, 2017, (trad. R. Lana), ISBN 978-88-6405-858-0
- (FR) Bruno Le Maire, Le ministre: récit, Grasset, 2004, ISBN 978-2-246-67611-9, OCLC 56920085.
- (FR) Bruno Le Maire, Des hommes d'état, Parigi, Grasset, 2008, ISBN 978-2-246-73581-6, OCLC 718604794.
- (FR) Bruno Le Maire, Sans mémoire, le présent se vide, Parigi, Gallimard, 2010, ISBN 978-2-07-013175-4, OCLC 717774960.
- (FR) Bruno Le Maire e Véronique Auger, Nourrir la planète: entretiens avec Véronique Auger, collana Europe, telle que je la vis., Parigi, Cherche midi, 2011, ISBN 978-2-7491-2156-7, OCLC 768472989.
- (FR) Bruno Le Maire, Musique absolue: une répétition avec Carlos Kleiber, Parigi, Gallimard, 2012, ISBN 978-2-07-013708-4, OCLC 805061175.
  - Premio Pelléas del Festival di Nohant nel 2013
  - Premio della città di Deauville nel 2013
  - (IT) Musica assoluta. Prova d'orchestra con Carlos Kleiber. Traduzione italiana di Roberto Lana. De Ferrari Editore, Genova, 2017. ISBN 978-88-6405-858-0
- (FR) Bruno Le Maire, Jours de pouvoir: récit, Parigi, Gallimard, 2013, ISBN 978-2-07-013903-3, OCLC 994843558.
- (FR) Bruno Le Maire, À nos enfants, Parigi, Gallimard, 2014, ISBN 978-2-07-014612-3, OCLC 896952740.
- (FR) Bruno Le Maire, Ne vous résignez pas!, Parigi, Albin Michel, 2016, ISBN 978-2-226-32490-0, OCLC 944430847.